# Sistema di trading automatico
Un Sistema di trading automatico (STA), noto anche come "sistema meccanico", "trading algoritmico", "trading robot" o "trading sistematico", è un programma informatico che crea in automatico gli ordini di compravendita e li invia ad un mercato borsistico.
I sistemi di trading automatizzati e le piattaforme elettroniche di negoziazione sono in grado di eseguire le attività ripetitive con una velocità maggiore di qualsiasi essere umano. I tradizionali sistemi di controllo del rischio che si basavano sul giudizio umano a velocità manuali erano appropriati per ambienti commerciali manuali o alle grida ora sono automatizzati per valutare e controllare il trading automatico.

## Storia
I sistemi di trading automatico hanno le loro origini negli anni '70, con l'introduzione dei computer nel trading e lo sviluppo di algoritmi basilari per l'esecuzione di ordini. Durante questo periodo, l'automazione era limitata a compiti semplici, come il calcolo delle medie mobili e l'invio manuale di ordini. Tuttavia, con il progresso della tecnologia informatica, gli anni '80 hanno visto una maggiore integrazione tra i computer e i mercati finanziari.
Negli anni '90, l'avvento delle reti elettroniche di comunicazione (ECN) e l'introduzione del trading online hanno cambiato radicalmente il panorama. I trader retail hanno avuto accesso a piattaforme elettroniche che consentivano loro di effettuare ordini in tempo reale, con una maggiore trasparenza e velocità. La crescente potenza dei computer ha permesso la creazione di algoritmi più complessi e l'uso di modelli matematici per prendere decisioni di trading.
Il periodo tra la fine degli anni '90 e l'inizio degli anni 2000 ha visto l'emergere del trading ad alta frequenza (HFT), che utilizza algoritmi per eseguire grandi volumi di ordini in millisecondi o microsecondi. Queste tecniche hanno introdotto un livello di velocità e complessità senza precedenti, portando a un cambiamento significativo nella dinamica del mercato.
Con il progredire della tecnologia, i sistemi di trading automatico hanno iniziato a integrare intelligenza artificiale (AI) e machine learning. Questo ha portato alla creazione di sistemi sempre più sofisticati, in grado di analizzare grandi quantità di dati e prendere decisioni in base a modelli complessi.

## Regole
Le regole di acquisto e vendita possono essere basate su condizioni semplici come un incrocio di una media mobile, o su regole molto complicate con strategie complesse. Gli strumenti più utilizzati per costruire un trading system sono gli indicatori e gli oscillatori che spesso vengono combinati per creare nuove regole di trading ancora più profittevoli. Ad esempio, il sistema ad incrocio (crossover) usa due medie mobili, una a lungo termine e una a breve termine, con le seguenti regole:
1. Compra quando la media mobile a 50 giorni passa sopra quella a 200 giorni
2. Vendi quando la media mobile a 50 giorni passa sotto quella a 200 giorni

Inoltre tra i vantaggi di un trading system automatico ricordiamo:
- scegliere il tipo di ordine da inserire (stop, limit, a mercato)
- inserire un profit target e/o uno stop loss automaticamente
- usare regole di money management che nel lungo periodo fanno letteralmente esplodere i profitti

## Uso
Nel 2014, oltre il 75 per cento delle negoziazioni sui mercati degli Stati Uniti (tra cui il New York Stock Exchange e Nasdaq) provenivano da sistemi di trading automatico. Tale successo, in continua espansione, è determinato da una serie di fattori che rendono il trading automatico estremamente appetibile sia per gli investitori istituzionali che per quelli retail: questi ultimi, in particolare, apprezzano la possibilità di avvicinarsi al mondo del Trading in maniera semplificata e senza particolari competenze necessarie, oltre all'opportunità di demandare l'operatività giornaliera al trading robot, dedicando il proprio tempo alle consuete attività quotidiane. Un STA (sistema di trading automatico) può essere progettato per negoziare titoli, opzioni, futures e prodotti in valuta estera sulla base di un insieme predefinito di regole che determinano quando entrare, quando uscire da una posizione e la quantità di denaro da investire in ogni prodotto commerciale.

### Meccanismo
I sistemi di trading automatico funzionano seguendo una serie di regole predefinite che guidano le decisioni di acquisto e vendita. Queste regole possono essere semplici, come l'incrocio di medie mobili, o molto complesse, basate su algoritmi avanzati e modelli matematici. Ecco una panoramica di come funzionano questi sistemi:
1. Algoritmi e Strategie: Gli STA sono costruiti su algoritmi che possono essere progettati per individuare trend, riconoscere modelli o seguire altre strategie di trading. Gli algoritmi possono includere l'uso di indicatori tecnici, oscillatori e altre metriche per determinare le condizioni di mercato ottimali per l'acquisto o la vendita[3].
2. Automazione degli Ordini: Una volta che il sistema identifica un'opportunità di trading in base alle regole predefinite, invia automaticamente gli ordini di acquisto o vendita alla borsa o al mercato di riferimento. Questo processo elimina la necessità di intervento umano e consente di eseguire le transazioni in tempo reale, spesso a velocità superiori rispetto a quanto sarebbe possibile manualmente[4].
3. Gestione del Rischio: I sistemi di trading automatico sono dotati di meccanismi di gestione del rischio integrati, come l'uso di stop loss e limit order, per minimizzare le perdite potenziali. Questi strumenti consentono agli STA di operare in modo sicuro e disciplinato, riducendo l'impatto delle fluttuazioni di mercato impreviste.
4. Backtesting e Ottimizzazione: Prima di essere utilizzati con denaro reale, gli STA vengono sottoposti a rigorosi test con dati storici per verificare l'efficacia dell'algoritmo. Il backtesting consente agli sviluppatori di ottimizzare le strategie e di identificare eventuali anomalie o inefficienze nel sistema.
5. Esecuzione ad Alta Velocità: Con l'avvento del trading ad alta frequenza, molti STA sono progettati per eseguire ordini in millisecondi o microsecondi. Questo livello di velocità e complessità richiede infrastrutture tecnologiche avanzate e connessioni a bassa latenza per garantire l'efficacia del sistema.